# 5969 Ryuichiro
5969 Ryuichiro este un asteroid din centura principală de asteroizi.

## Descriere
5969 Ryuichiro este un asteroid din centura principală de asteroizi. A fost descoperit pe 17 martie 1991 la Geisei de Tsutomu Seki. El prezintă o orbită caracterizată de o semiaxă mare de 2,32 ua, o excentricitate de 0,12 și o înclinație de 7,5° în raport cu ecliptica.